# Hafen Šilutė
Der Hafen Šilutė (litauisch Šilutės uostas; oder Kleinboothafen Šilutė, Šilutės mažųjų laivų uostas) ist ein Binnenhafen in Litauen in der Rajongemeinde Šilutė, im westlichen Teil der Stadt Šilutė. Er liegt fünf Kilometer von der Šyša-Mündung in die Memel, 13 Kilometer vom Kurischen Haff und unweit von der Fernstraße 141 (Kaunas–Jurbarkas-Klaipėda).
Der Bootshafen verfügt über 100 Liegeplätze für Kleinboote oder 48 Schiffe. Der Hafen ist mit einem Kran sowie Strom- und Wasseranschlüssen ausgestattet. Die Tiefe des Hafenbeckens beträgt zwei Meter. Der Hafen wird als Marina für Sportboote (Segel- und Motoryachten) benutzt.

## Erneuerung
Vom Juli 2006 bis zum Oktober 2008 erneuerte die Gemeinde den Hafen mit Unterstützung der Europäischen Union im Rahmen des Projekts „Wassertourismus- und (Freizeit)-Infrastruktur, Yachthäfen und Medieninstallation, Entwicklung auf dem Kurischen Haff und dem Memeldelta“. Der Hafen wurde mit zwölf Wasser- und Stromversorgungssäulen ausgestattet, zwei Parkplätze (für Autos und Busse) wurden eingerichtet. Beim Projekt arbeiteten die Unternehmen UAB „Nemuno deltos projektai“, UAB „Šilutės hidroprojektas“, UAB „Klaipėdos hidrotechnika“ und UAB „Šilutės melioracija“. Die Gesamtkosten betrugen 12.916.232 Litas (etwa 3,3 Mio. Euro). Das Projekt wurde von den Strukturfonds der Europäischen Union gefördert.